# Benjamin Boss
Benjamin Boss (9 de enero de 1880 - 17 de octubre de 1970) fue un astrónomo estadounidense. Dirigió el Observatorio Dudley en Schenectady, New York y el Departamento de Astrometría Meridiana del Instituto Carnegie.

## Biografía
Boss nació en Albany, hijo del astrónomo Lewis Boss y de Helen M. Hutchinson. Después de asistir a la Academia de Albany, se graduó en la Universidad de Harvard en 1901 y trabajó en el Observatorio Dudley hasta 1905. Después de un año en el Observatorio Naval de los Estados Unidos en Washington D. C., se convirtió en director del Observatorio Naval de EE. UU. en Samoa, donde colaboró en la organización de la expedición a la isla Flint para observar un eclipse solar. de 1908. Sirvió como director entre 1906 y 1908.
Se incorporó al Departamento de Astrometría Meridiana del Instituto Carnegie en 1908, siendo su secretario hasta 1912, cuando se convirtió en director en funciones. En 1915 pasó a ser director del departamento. También dirigió el Observatorio Dudley entre 1912 y 1956. Su trabajo se centró en la astronomía de posición, particularmente en la localización y movimientos de las estrellas.
Su padre fue editor del Astronomical Journal desde 1909 hasta su muerte en 1912, después de lo cual Benjamin asumió el cargo hasta 1941. En 1936 se publicó su Catálogo general de 33.342 estrellas, editado  por la Institución Carnegie de Washington D. C. Esta publicación reemplazó al Catálogo general preliminar de 6.188 estrellas de Lewis Boss, y se hizo conocido como el Catálogo General Boss (las designaciones de estrellas que comienzan con GC pertenecen a este catálogo).
Boss murió el 17 de octubre de 1970 en Albany, Nueva York.